# Out Stack
Out Stack o Oosta és una illa pertanyent a l'arxipèlag de les Shetland, a Escòcia. L'illa constitueix l'illa més septentrional de les Illes Britàniques. Està localitzada just al nord de Muckle Flugga i 3 km al nord de l'illa d'Unst. Un viatger no trobaria més masses de terra entre Out Stack i el Polo Nord, si es dirigís directament cap al nord. L'illa és poc més que un aflorament rocós i està deshabitada.
La Reserva Natural Nacional Hermaness d'aus marines cobreix les roques Muckle Flugga i Out Stack, així com els penya-segats i erms de Hermaness.
Lady Jane Franklin, la dona del mort explorador àrtic John Franklin, va viatjar fins a Out Stack en els anys 50, atès que era el més a prop que podia estar del seu marit desaparegut.

## Galeria

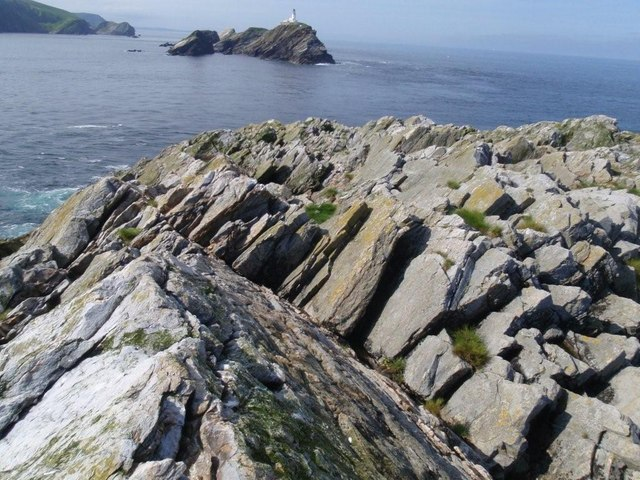
Vista des de Out Stack cap Muckle Flugga
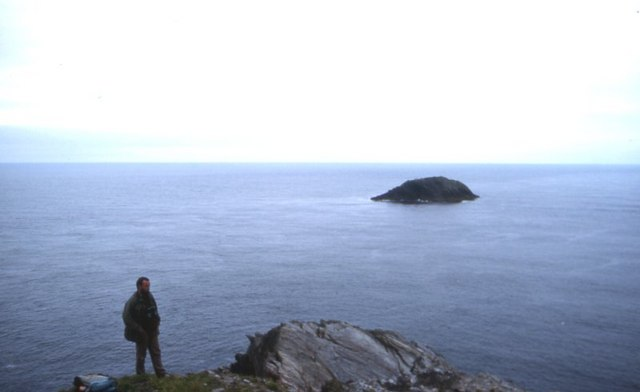
Out Stack vist des de Muckle Flugga
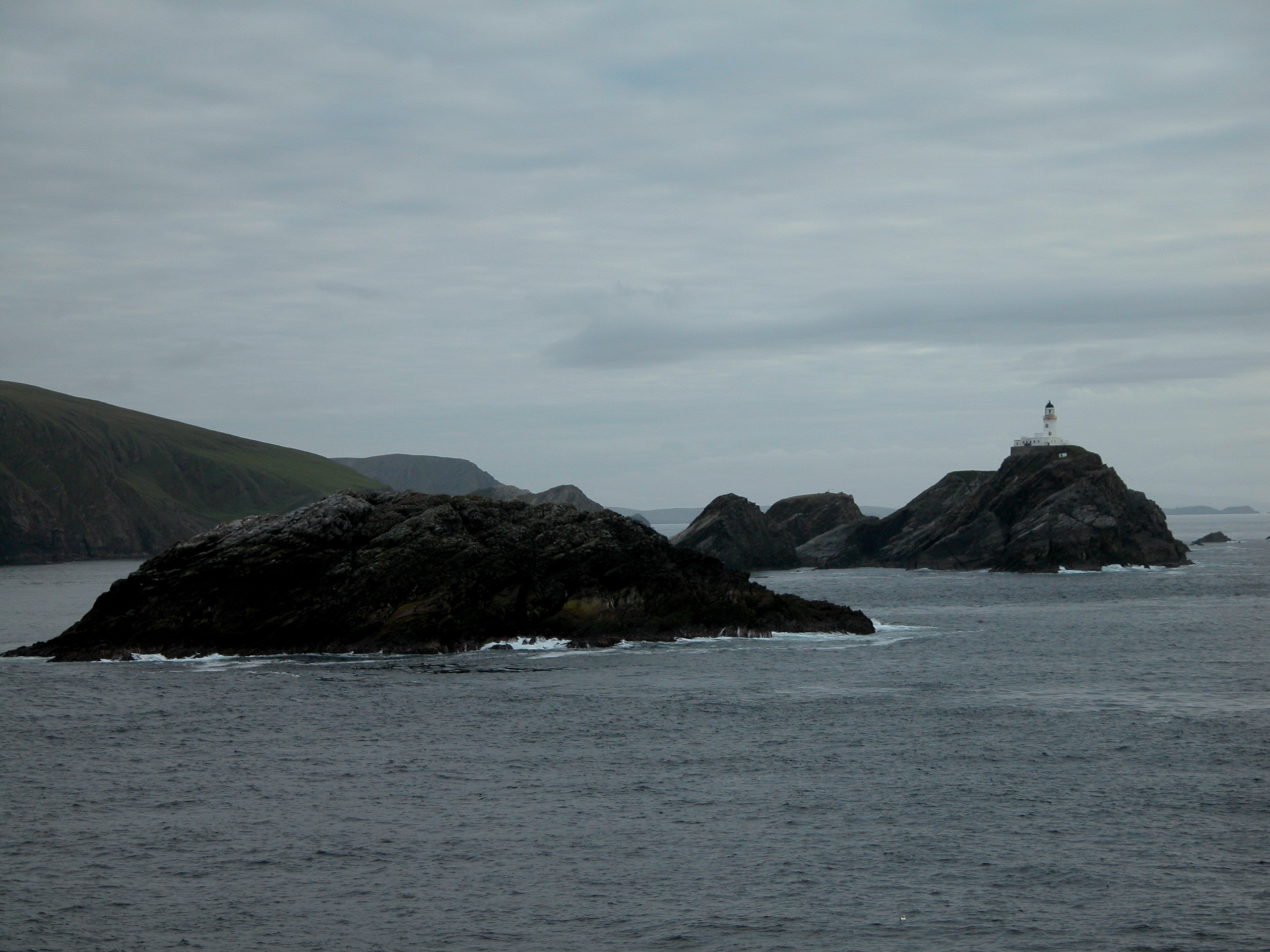
Out Stack i Muckle Flugga
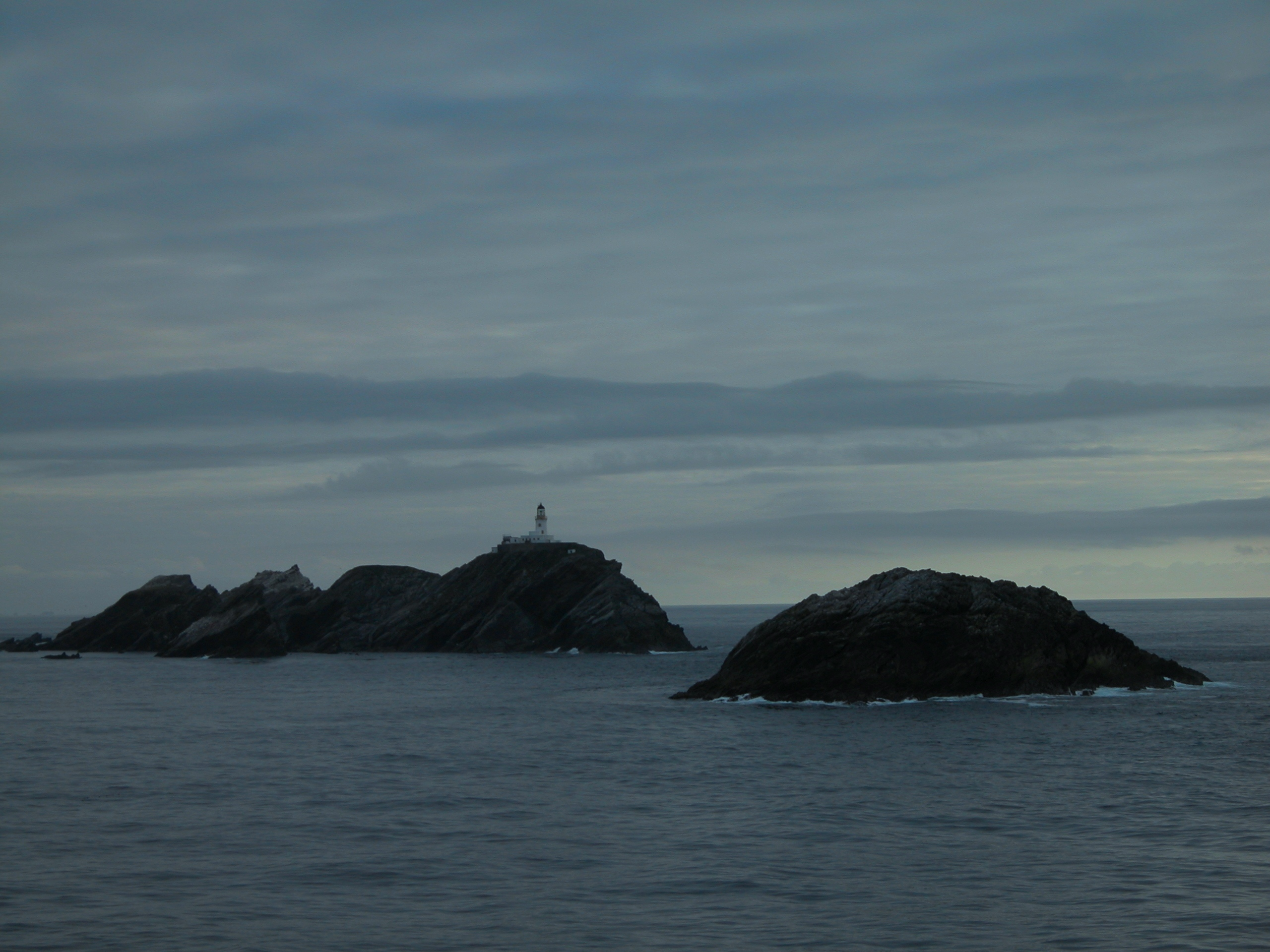
Out Stack i Muckle Flugga